# Autogiro

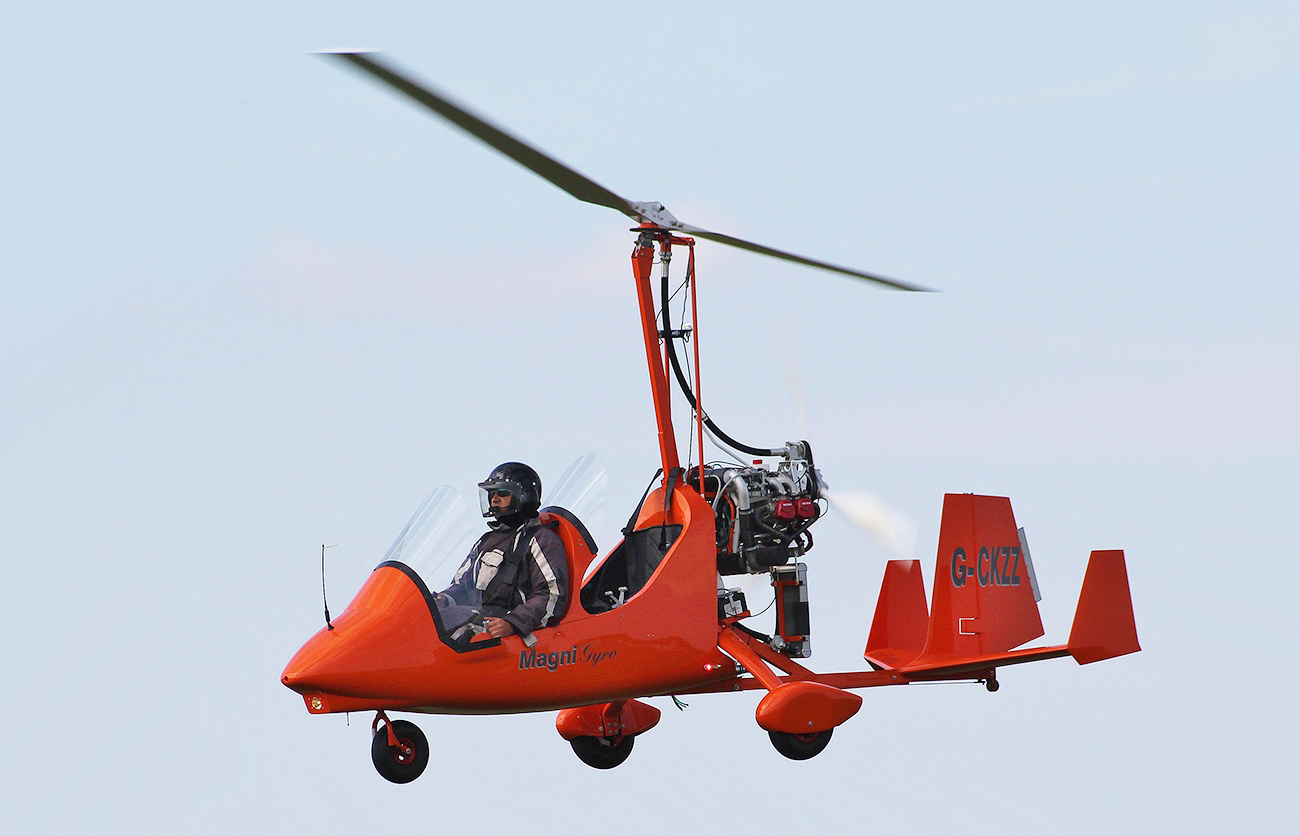
Magni Gyro M16

L'autogiro, chiamato anche girocottero o giroplano, è un'aerodina ad ala rotante nella quale, a differenza dell'elicottero, il motore non aziona il rotore principale, ma invece genera una spinta in avanti, come in un aeroplano. Nella normativa italiana l'autogiro è un attrezzo sportivo con i limiti di peso dell'ultraleggero motorizzato, con un peso massimo al decollo, in versione biposto, non superiore a 600 kg e un carico massimo sul disco rotore di 20 kg/m², fermo restando che l'autogiro, se pesa al decollo meno di 450 kg, è considerato ultraleggero. In caso di costruzione di autogiri di peso maggiore e con più di due posti essi devono sottostare a tutti gli effetti alle norme che regolano l'omologazione, il rimessaggio, la manutenzione e le procedure a terra dei normali aeromobili commerciali.
Il rotore principale non è messo in moto dal motore; rimane bensì in folle – cioè libero di girare con la forza del vento che lo investe – e gira in condizioni di autorotazione. Soltanto al decollo una presa di forza con meccanismo a frizione aziona il rotore principale per dargli un certo numero di giri, dipendenti dal peso dell'autogiro e dalle specifiche tecniche di potenza del motore e di portanza delle pale dei due rotori, necessari per avere una minima portanza aerodinamica sufficiente per il decollo. In seguito la presa di forza viene disattivata e il rotore principale gira libero, grazie alla corrente d'aria che lo investe. Gli autogiri, insieme con gli elicotteri e gli elicoplani, costituiscono la famiglia degli aerogiri e dei Nathusius.

## Storia
L'autogiro nasce nel 1919 per opera dell'ingegnere spagnolo Juan de la Cierva, che lo inventò dopo avere assistito alla caduta di un bombardiere trimotore da lui progettato in seguito a uno stallo. L'idea alla base del progetto fu quindi quella di un aeromobile che non stallasse mai. La soluzione adottata fu quella di un aeromobile ad "ala rotante" e un rotore in autorotazione, sempre in movimento indipendentemente dalla velocità del mezzo.
Dopo una serie di esperimenti, caratterizzati dall'instabilità dei prototipi, La Cierva arrivò a fare volare con successo il suo il C.4 nel gennaio del 1923. Questo è considerato il primo volo nella storia dell'aviazione di un aeromobile ad ala rotante. Dopo questo traguardo La Cierva non smise di perfezionare la sua invenzione, ricercando maggiore sofisticazione e sicurezza di volo, e dimostrando il mezzo in varie manifestazioni aeronautiche. Durante uno di questi eventi conobbe Harold Frederick Pitcairn, che nel 1928 fondò la Autogyro Company of America, iniziando l'industrializzazione e la commercializzazione degli autogiro negli Stati Uniti d'America. Nel 1934 ad Hanworth, in Inghilterra, Juan de la Cierva sperimentò con successo il suo primo autogiro completamente privo di ali fisse, il cui sostegno era interamente affidato all'ala rotante.
Lo sviluppo dell'autogiro ebbe un brusco stop in Europa quando De la Cierva morì in decembre del 1936. In Nord America invece Pitcairn continuò gli studi di perfezionamento, arrivando a concepire un modello di autogiro con rotore ripiegabile e forza motrice selezionabile tra l'elica traente e le ruote del carrello, che lo facevano divenire un aeromobile o un mezzo su ruote in grado di viaggiare su strada. Con questo mezzo Pitcairn effettuò una serie di dimostrazioni di grande successo, ma al momento dell'inizio della sua produzione industriale scoppiò la seconda guerra mondiale. Tutto quanto era stato sperimentato e prodotto fino a quel momento per gli autogiro servì per lo sviluppo definitivo dell'elicottero negli anni seguenti.
Nel dopoguerra è tornato un certo interesse per l'autogiro, perlopiù tra gli appassionati di volo e non in ambito commerciale, in quanto esso non aveva vantaggi tali da vincere la concorrenza di aerei ed elicotteri. A causa dello scarso interesse per l'autogiro delle grandi case costruttrici di aeromobili commerciali e militari nel mondo l'autogiro non è stato adeguatamente sviluppato a favore invece di elicotteri e aerei tradizionali che sia per i fini militari che commerciali su larga scala hanno il monopolio dell'aria.

## Tecnica
Contrariamente all'elicottero il rotore non viene azionato da un motore ma gira in folle: le pale, che generano portanza, per garantire l'autorotazione hanno un'incidenza negativa rispetto al piatto, compensata dalla notevole incidenza positiva del piatto rispetto al piano di trazione.
La spinta propulsiva è data solitamente da un'elica, montata posteriormente all'abitacolo del pilota, ma esistono anche autogiri spinti da motori a reazione. I tedeschi svilupparono inoltre un autogiro privo di motore, il Focke-Achgelis Fa 330, che volava al traino dei sottomarini per avere un più alto punto di osservazione.

## Prestazioni

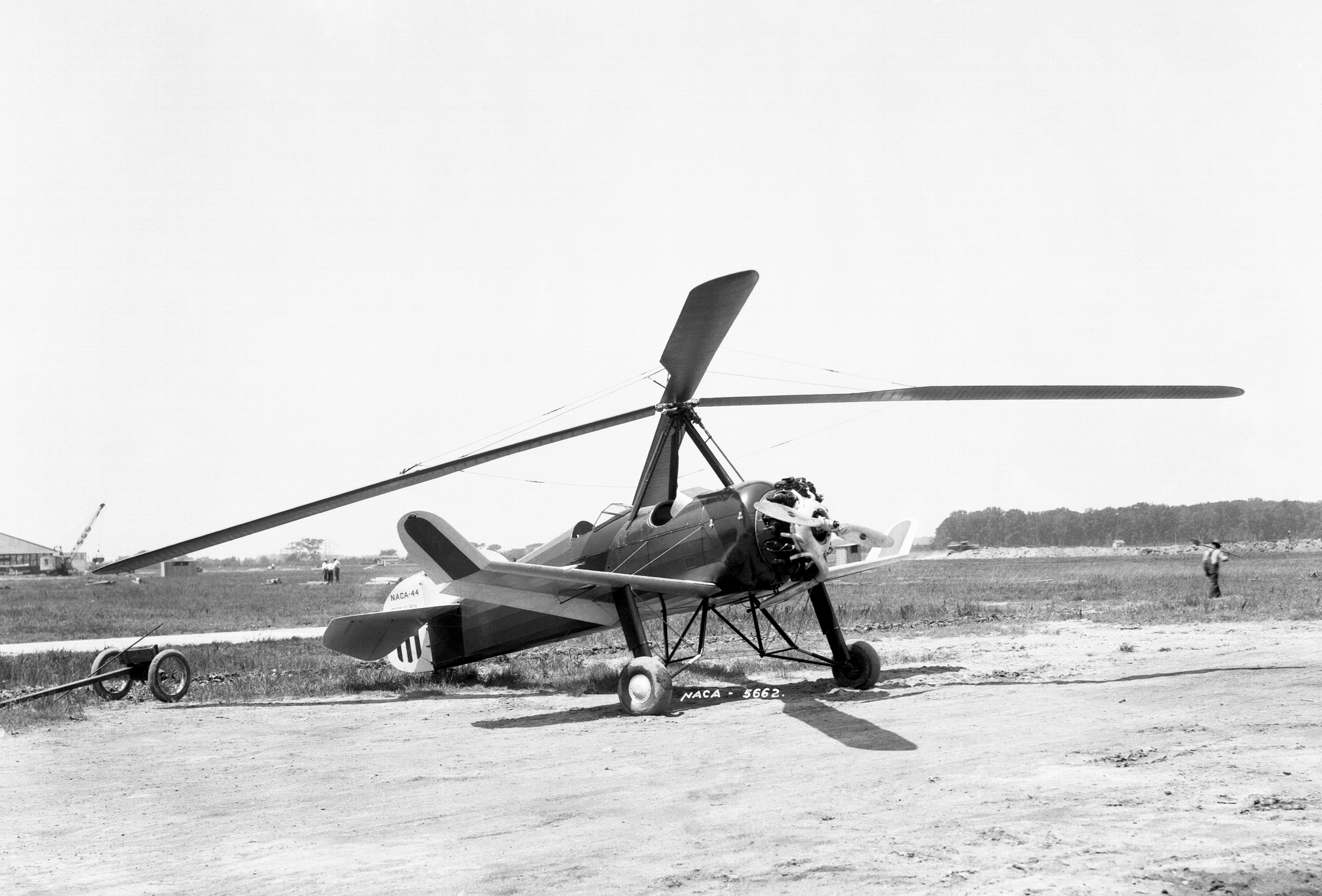
Un autogiro Pitcairn PCA-2, costruito negli Stati Uniti su licenza della Juan de la Cierva.

L'autogiro consente decolli e atterraggi molto brevi e il pilotaggio è più semplice di quello dell'elicottero. Prima del decollo il rotore viene solitamente messo in rotazione dal motore tramite una presa di forza, che viene poi staccata durante il decollo trasferendo piena potenza al propulsore. Per l'atterraggio è sufficiente diminuire la spinta propulsiva: la quota, trasformata in energia cinetica, mantiene il rotore in autorotazione e l'aeromobile atterra dolcemente, potendo scendere eventualmente anche quasi in verticale.
In origine i primi autogiri avevano il piatto fisso e utilizzavano comandi aerodinamici simili a quelli degli aerei, ma tali comandi divenivano inefficaci durante l'atterraggio. Nei modelli recenti il sistema è stato abbandonato in favore dei comandi sul rotore: i comandi muovono il piatto in avanti (picchiata), indietro (cabrata), a destra e a sinistra. Non c'è passo ciclico né collettivo; il direzionale è identico a quello degli aerei, mentre il piano di coda è fisso. Solitamente dispone inoltre di un freno sul rotore.
Questo mezzo si confronta in modo complesso rispetto all'aereo e all'elicottero. Rispetto all'aereo, da sempre viene considerato un grande vantaggio dell'autogiro la bassissima velocità di stallo. Un autogiro, per quanto non in grado di rimanere fermo in aria in volo stazionario, può volare a velocità molto più basse di quelle dei velivoli (cioè ad ala fissa). Questa caratteristica porta gli autogiri ad avere un inviluppo di velocità maggiore di quello degli altri aeromobili. In altre parole gli autogiri possono volare in un intervallo di velocità maggiore rispetto a quello degli aerei, in ciò dimostrando migliore flessibilità, ma la maggiore resistenza aerodinamica porta, a parità di motorizzazione, a velocità massime minori, limitando pesantemente, per esempio, gli impieghi militari.
Il confronto con l'elicottero è ulteriormente più complesso. Sebbene molti confondano elicotteri e autogiri questi ultimi, storicamente più vecchi degli elicotteri, sono macchine che necessitano di una sofisticazione minore, mentre gli elicotteri, pur essendo in grado di eseguire il volo stazionario, ovvero il restare fermi in aria, hanno bisogno di una serie di dispositivi più complessi. Il rotore principale negli autogiri non è messo in rotazione da motori e quindi non è necessario contrastare coppie in volo. Come conseguenza gli autogiri, a differenza degli elicotteri, non sono dotati di rotore di coda e hanno comandi più semplici. Per esempio non è presente il comando collettivo del rotore principale. Le caratteristiche aerodinamiche e la riduzione dei pesi consentono, a parità di motorizzazioni, il raggiungimento di velocità maggiori per gli autogiri rispetto agli elicotteri.
L'autogiro può atterrare quasi in verticale, ma non può né fare volo stazionario né decollare in verticale: tuttalpiù, lanciando opportunamente il rotore, è possibile effettuare un jump take-off, che è una salita ripidissima senza corsa di decollo, comunque non oltre i 45 gradi. Per i modelli sportivi e ultraleggeri (cioè entro i 600 kg di peso al decollo) in produzione attualmente si possono toccare facilmente velocità prossime ai 200 km/h e altitudini anche superiori ai 3.000 metri di quota.

## Problemi

Rappresentazione del "delfinaggio" su di un aereo moderno.

L'autogiro stalla in condizioni particolari e molto limitate, e questo gli fa acquisire una superiorità in termini di sicurezza rispetto agli aerei, ma può innescare un "delfinaggio" (beccheggio in avanti e indietro) se sottoposto a forze G negative. Questo inconveniente è una delle cause principali di incidenti di questo aeromobile ed è oggetto degli studi fatti sugli autogiro moderni per eliminarlo.

## Modelli di autogiro

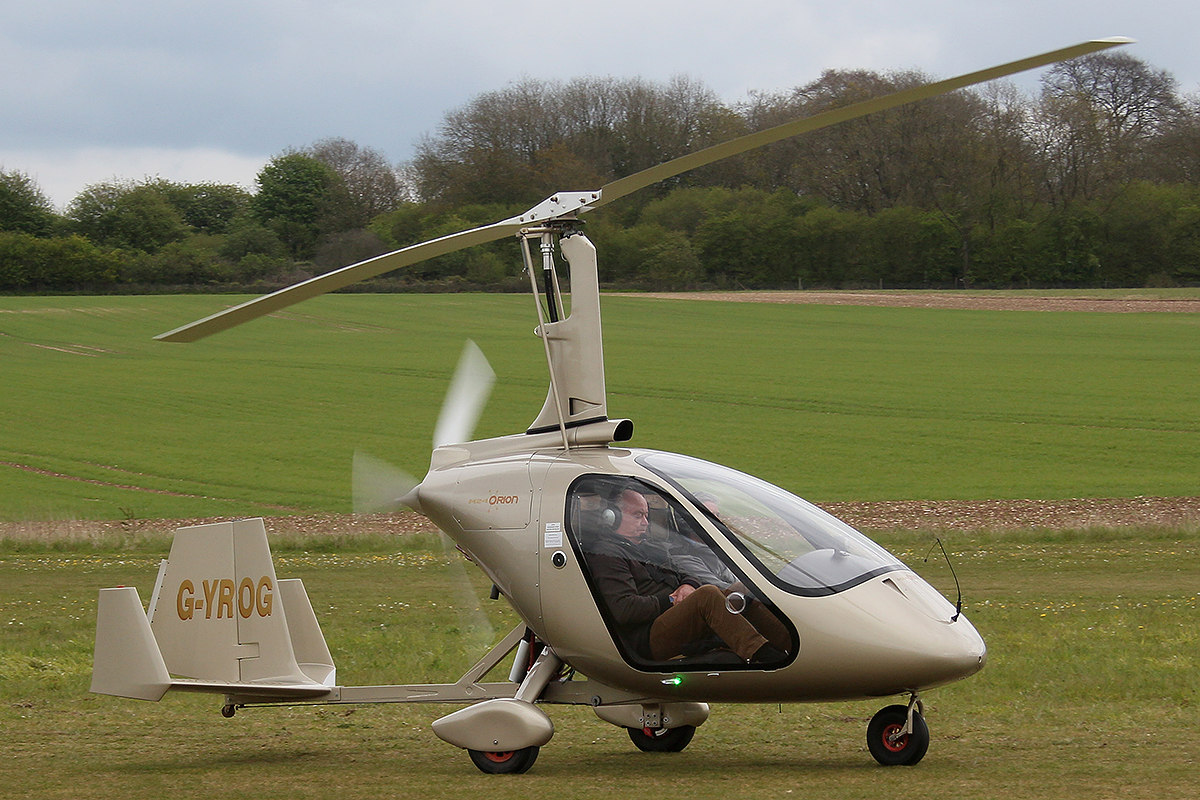
Magni Gyro M24

I modelli, visto il peso contenuto di quelli sportivi e ultraleggeri, sono monoposto o biposto, con cabina aperta o chiusa, equipaggiati con motori di derivazione aeronautica, come per esempio il Rotax 914, con consumi massimi di circa 20 litri di carburante all'ora. L'elica posteriore, collegata direttamente al motore tramite un riduttore di giri, può avere, a seconda delle esigenze di carico, da un minimo di due fino a sei pale in legno, fibra di vetro o carbonio. Il rotore libero sovrastante l'autogiro di solito è in fibra di vetro o alluminio e presenta solo due pale, ma esistono anche altri modelli con tre o quattro. Normalmente gli autogiri sono equipaggiati solo con la strumentazione necessaria per il volo a vista e con luci di segnalazione stroboscopiche e di atterraggio, ma alcuni modelli più recenti sono dotati, oltre che di un trasponder, anche di uno schermo con navigatore cartografico integrato, molto simile a quello utilizzato nel campo dell'aviazione generale.

## Usi dell'autogiro
Oltre all'uso da diporto e a quello ricreativo/sportivo gli autogiri moderni vengono utilizzati in tutto il mondo per i più svariati compiti come il controllo bestiame o la prevenzione degli incendi. È escluso l'uso militare nel vero senso del termine poiché il progetto di superleggero non è compatibile con trasporto armamenti pesanti, anche se alcune nazioni utilizzano degli autogiri pilotati da militari professionisti per mappare delle zone geografiche e per altri scopi. È pur vero che gli autogiri sono stati utilizzati al fine di ricognizione durante la seconda guerra mondiale in modo esteso.

## Record con autogiro

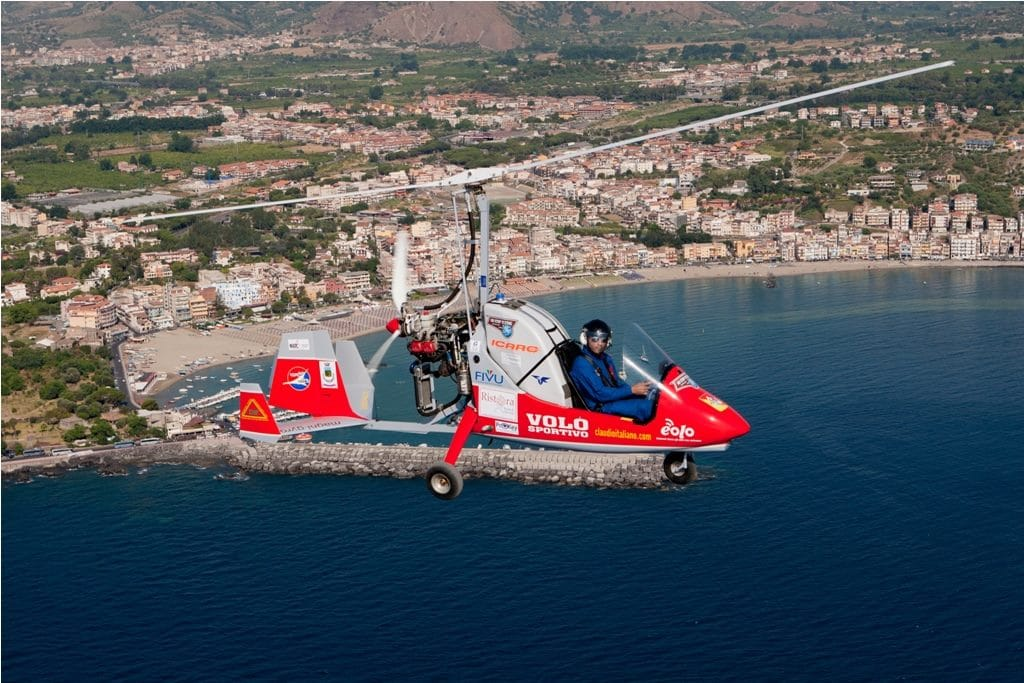
L'autogiro utilizzato durante il record (dall' immagine si può notare la grandezza del serbatoio supplementare da 250 litri).

### Volo senza soste più lungo
Il 23 giugno 2012 Claudio Italiano ha battuto il record mondiale di distanza in autogiro, percorrendo 1.550 km in 12 ore e 57 min senza sosta grazie all'applicazione di un serbatoio supplementare di ben 250 lt di carburante. È partito da Caronia - Sicilia (ME) ed è atterrato a Varallo Sesia - Piemonte (VC). Tuttavia non è stato possibile certificare il record come tale, poiché non è stato eseguito in linea retta ma seguendo la costa italiana e a tratti tagliando verso l'interno.

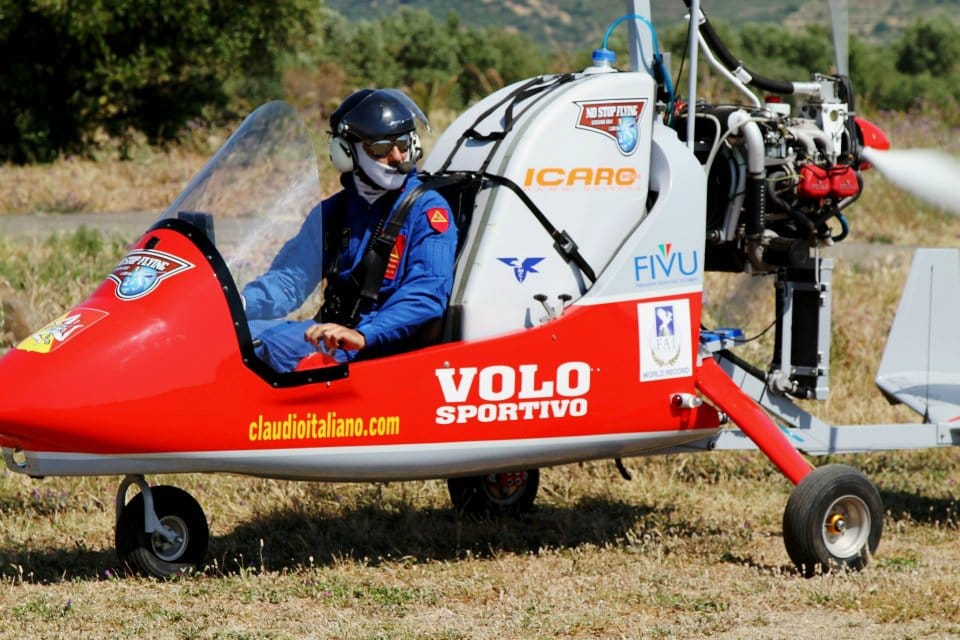
Claudio Italiano durante la partenza da Caronia.

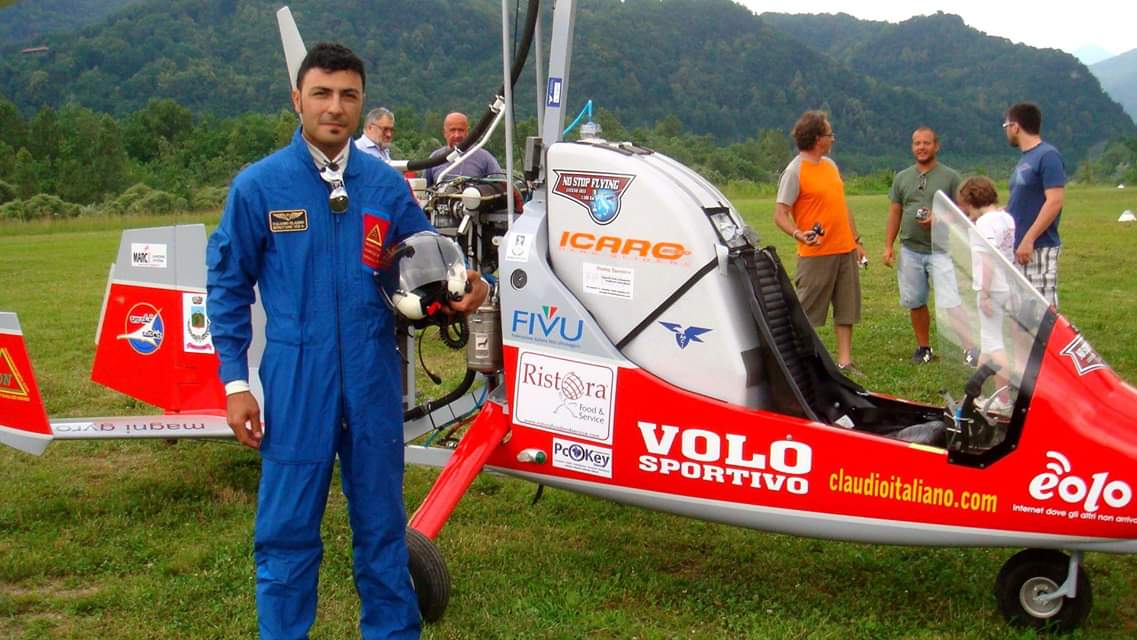
Claudio Italiano appena atterrato a Varallo Sesia dopo avere compiuto tredici ore di volo continuo.

### Massima quota raggiunta
L'8 novembre 2015 l'astrofisica e pilota italiana Donatella Ricci ha stabilito il nuovo record assoluto di quota con autogiro. La pilota, decollata con un MagniGyro M16 dall'aviosuperficie di Caposile (Venezia), ha infatti raggiunto la quota di 8.399 metri (27.556 piedi) superando di 350 metri (1148 piedi) il record precedente stabilito nel 2004 dall'americano Andrew Keech.

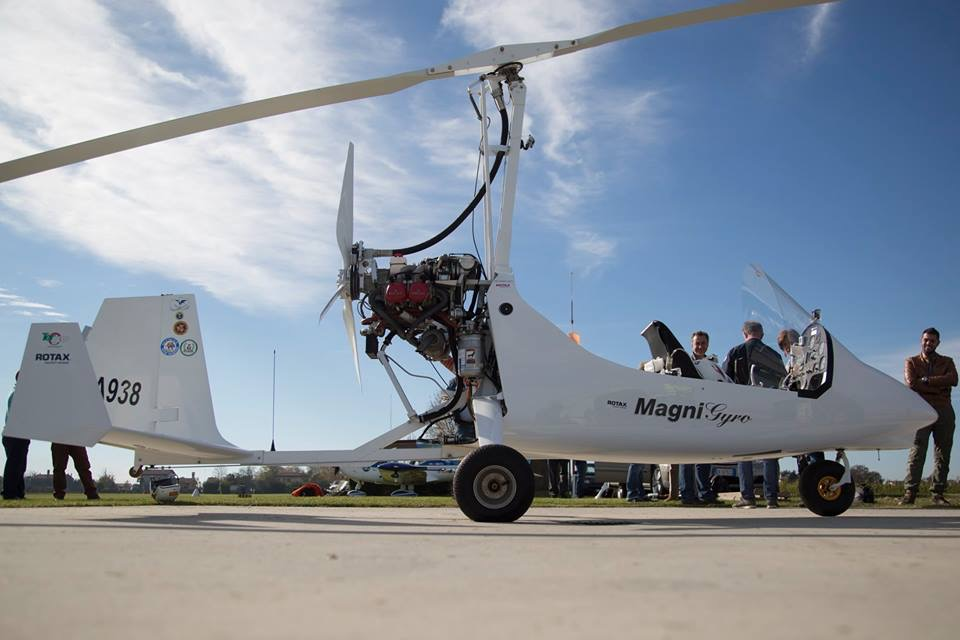
Il MagniGyro M16 con cui è stato ottenuto il record del mondo di altezza